# Mario Gila
Mario Gila Fuentes (Barcelona, 29 augustus 2000) is een Spaans voetballer die sinds 2022 uitkomt voor SS Lazio.

## Clubcarrière
Gila genoot zijn jeugdopleiding bij Santa Perpetua de Moguda, CE Sabadell, Mollet, CF Damm, RCD Espanyol en Real Madrid. In 2019 stroomde hij door naar Real Madrid Castilla, het tweede elftal van Real Madrid dat toen uitkwam in de Segunda División B. In het seizoen 2018/19 vertegenwoordigde hij Real Madrid ook in de UEFA Youth League.
Op 30 april 2022 maakte hij zijn officiële debuut in het eerste elftal van Real Madrid: in de competitiewedstrijd tegen RCD Espanyol (4-0-winst) liet trainer Carlo Ancelotti hem in de 75e minuut invallen voor Eduardo Camavinga. Real Madrid verzekerde zich in deze wedstrijd van zijn 35e landstitel. Twee weken later mocht hij ook kort meespelen in de 6-0-zege tegen Levante UD: Ancelotti liet hem in de 82e minuut invallen voor Nacho Fernández.
In juli 2022 ondertekende Gila een vijfjarig contract bij SS Lazio, dat zes miljoen euro voor hem neertelde.

## Clubstatistieken
| Seizoen         | Club                 | Land            | Competitie            | Competitie | Competitie | Beker | Beker | Supercup | Supercup | Europees | Europees | Totaal | Totaal |
| Seizoen         | Club                 | Land            | Competitie            | Wed.       | Dlp.       | Wed.  | Dlp.  | Wed.     | Dlp.     | Wed.     | Dlp.     | Wed.   | Dlp.   |
| --------------- | -------------------- | --------------- | --------------------- | ---------- | ---------- | ----- | ----- | -------- | -------- | -------- | -------- | ------ | ------ |
| 2019/20         | Real Madrid Castilla | Vlag van Spanje | Segunda División B    | 21         | 1          | —     | —     | —        | —        | —        | —        | 21     | 1      |
| 2020/21         | Real Madrid Castilla | Vlag van Spanje | Segunda División B    | 20         | 2          | —     | —     | —        | —        | —        | —        | 20     | 2      |
| 2021/22         | Real Madrid Castilla | Vlag van Spanje | Primera División RFEF | 32         | 2          | —     | —     | —        | —        | —        | —        | 32     | 2      |
| 2021/22         | Real Madrid          | Vlag van Spanje | Primera División      | 2          | 0          | 0     | 0     | 0        | 0        | 0        | 0        | 2      | 0      |
| 2022/23         | SS Lazio             | Vlag van Italië | Serie A               | 4          | 0          | 0     | 0     | —        | —        | 8        | 0        | 12     | 0      |
| 2023/24         | SS Lazio             | Vlag van Italië | Serie A               | 21         | 0          | 3     | 0     | 1        | 0        | 4        | 0        | 29     | 0      |
| 2024/25         | SS Lazio             | Vlag van Italië | Serie A               | 12         | 1          | 0     | 0     | —        | —        | 4        | 0        | 16     | 1      |
| Carrière totaal | Carrière totaal      | Carrière totaal | Carrière totaal       | 112        | 6          | 3     | 0     | 1        | 0        | 16       | 0        | 132    | 6      |

Bijgewerkt op 10 december 2024.

## Interlandcarrière
Gila nam in 2023 met Spanje –21 deel aan het EK onder 21 in Roemenië en Georgië. In de tweede groepswedstrijd tegen Kroatië (1-0-winst) en in de kwartfinale tegen Zwitserland (2-1-winst na verlengingen) liet bondscoach Santi Denia hem in de slotfase invallen, in de derde groepswedstrijd tegen Oekraïne (2-2-gelijkspel) speelde hij een hele wedstrijd. Spanje verloor op 8 juli 2023 de finale van Engeland. 

## Erelijst
| Primera División | 1x | 2021/22 |